# Andong, Zhejiang
Andong är en köping i Kina. Den ligger i provinsen Zhejiang, i den östra delen av landet, omkring 100 kilometer öster om provinshuvudstaden Hangzhou. Antalet invånare är 47 021. Befolkningen består av 23 247 kvinnor och 23 774 män. Barn under 15 år utgör 11,0 %, vuxna 15-64 år 77 %, och äldre över 65 år 10,0 %.
Runt Andong är det tätbefolkat, med 659 invånare per kvadratkilometer. Närmaste större samhälle är Zhouxiang, 13,4 km sydväst om Andong. Trakten runt Andong består till största delen av jordbruksmark.
Genomsnittlig årsnederbörd är 1 778 millimeter. Den regnigaste månaden är juni, med i genomsnitt 285 mm nederbörd, och den torraste är januari, med 60 mm nederbörd.